# Manakawad, Navalgund
Manakawad là một làng thuộc tehsil Navalgund, huyện Dharwad, bang Karnataka, Ấn Độ.